# De Ribben van Pandarve
De Ribben van Pandarve vormen een fictieve eilandengroep op de planeet Pandarve in de stripreeks Storm. De naam is een duidelijke verwijzing naar het feit dat de planeet Pandarve een levend wezen is. De inwoners van de Ribben zijn de meest religieuze inwoners van de planeet.

## Kenmerken
De Ribben zijn een eilandengroep, maar in de serie zien we slechts de Zevende Rib. De inwoners leven voornamelijk van de visvangst. Kenmerkend voor de inwoners is dat elk stukje huid dat niet is bedekt door haar of kleding is getatoeëerd, naaktheid is een misdrijf. Ook bezoekers worden getatoeëerd, zij het dan wel met verf die er later af zal slijten. Alleen in de hoogste nood wordt hierop een uitzondering gemaakt, zoals bij het genezen van een bezoeker in levensgevaar. Iemands leven redden is voor de inwoners van de Ribben namelijk een heilige plicht.
De Ribben van Pandarve is ook de vindplaats van Pandarve's Adem, een witte damp uit het binnenste van de planeet met genezende krachten. Pandarve's Adem wordt het meest gebruikt om mensen te genezen van een verdoving die ze hebben opgelopen bij het zwemmen in de zee. De zee tussen de Ribben en het vasteland is ook de plaats waar het levende riool, de Slokdarm, uitmondt. Dit trekt scholen vissen aan, maar de afvalstoffen van de Slokdarm zijn er ook de oorzaak van dat het water een bedwelmend effect heeft. Mensen die met Pandarve's Adem genezen moeten worden, worden vastgemaakt aan een als totempaal versierde hijskraan, en vervolgens laat de sjamaan hun benen zakken in het gat in de grond waar Pandarve's Adem uit komt.

## Rol in de stripreeks
Nadat Storm, Roodhaar en Nomad uit de Slokdarm zijn gespoeld, en in zee zijn beland, moet Storm Roodhaar redden van de verdrinkingsdood. Roodhaar is door de klap op het water bewusteloos geraakt, maar Storm weet haar weer boven water te krijgen. Ondertussen is Nomad opgepikt door een visser van de Zevende Rib van Pandarve, die ook Storm en Roodhaar aan boord laat. De visser ziet meteen dat Roodhaar onder invloed van het bedwelmend effect van het water is, en brengt hen naar de Sjamaan van zijn dorp.
De sjamaan zal Roodhaar genezen met Pandarve's Adem, maar het zal een paar dagen duren voordat ze wakker wordt. In de tussentijd moeten Storm en Nomad tot hun ongenoegen tijdelijk getatoeëerd door het leven gaan. Op de Ribben van Pandarve wordt naaktheid als misdrijf gezien, en dit gaat zo ver dat elk stukje huid dat niet door haren of kleding is bedekt, getatoeëerd moet zijn. Voor bezoekers wordt wel gebruik gemaakt van verf die na tijdje weer afslijt. Wel wordt voor Roodhaar vanwege haar levensbedreigende toestand een uitzondering gemaakt en kan zij getatoeëerd worden zodra ze is genezen. Dit zal echter niet gebeuren omdat Roodhaar slechts enkele seconden voor haar ontwaken wordt ontvoerd:
Een paar nachten later, terwijl de sjamaan over de nog steeds bewusteloze Roodhaar waakt, en Storm en Nomad naar bed zijn gegaan, verschijnen twee leden van het verzet tegen Marduk. Een van hen overrompelt de Sjamaan, terwijl de ander Roodhaar losmaakt. Maar net als de mannen ervandoor willen gaan, wordt Roodhaar wakker, en roept instinctief om hulp. Storm en Nomad rennen achter de ontvoerders aan, maar aangezien de verzetsstrijders Roodhaar al als gijzelaar in handen hebben, kunnen ze niets anders doen dan zich overgeven. Met een roeiboot verlaten ze de Zevende Rib van Pandarve